# Битва при Клокотнице
Битва при Клокотнице (болг. Битка при Клокотница) — сражение между войсками Болгарского царства и Фессалоникской империей, состоявшееся 9 марта 1230 года около деревни Клокотница. В результате битвы Второе Болгарское царство превратилось в сильнейшее государство Балканского полуострова.

## Начало конфликта
Около 1221—1222 годов болгарский царь Иван Асень II и эпирский правитель Феодор Комнин Дука заключили союзный договор против Латинской империи. В результате последующей войны Эпирское государство захватило Королевство Фессалоники. После этих событий Феодор провозгласил себя императором, сделав своей столицей Фессалоники. В свою очередь Болгарии достались земли в Македонии, включая Охрид. После смерти латинского императора Роберта де Куртене в 1228 году Иван Асень II считался наиболее вероятным кандидатом на регентство над Болдуином II. Феодор посчитал, что Болгария является последним препятствием возвращению в Константинополь. В начале марта 1230 эпирский деспот выступил против болгар.

## Битва
Фессалоникский император Феодор Дука собрал огромную армию. Он был так уверен в победе своей армии, что взял с собой жену и детей. Отягощённая обозами эпирская армия перемещалась медленно. Когда болгарский царь узнал о нападении, он собрал небольшую армию из нескольких тысяч воинов, включая половецкую конницу, и устремился навстречу противнику. В течение четырёх дней болгары прошли расстояние в три раза большее, чем армия Фессалоникской империи в течение недели.
9 марта армии встретились около деревни Клокотница. Иван II использовал как знамя болгарской армии копьё с договором о разорванном союзе с Феодором. Ивану удалось застать противника врасплох. Битва завершилась до захода солнца. Фессалоникская армия была полностью разгромлена, часть войска погибла, часть попала в плен, включая самого Феодора и его семью.

## Последствия
Иван Асень II немедленно отпустил пленных солдат. Вследствие этого благородного жеста при последующем продвижении вглубь страны многие крепости сдавались болгарам без сопротивления. Феодор сначала был милостиво принят Асенем, но впоследствии болгары ослепили его по обвинению в заговоре («эта казнь была вполне заслужена» — Никифор Григора). Болгарскому царству отошли владения Феодора во Фракии до Фессалоник, с городами Адрианополь, Дидимотика, Серры. Впоследствии Фессалоникская империя распалась на три государственных образования с центрами в Фессалонике, в Арте (Эпирский деспотат) и Лепанто (деспотат Акарнании и Этолии).
Битва при Клокотнице состоялась в день памяти Сорока Севастийских мучеников, память которых совершалась и совершается 22 (9 по ст. ст.) марта; в честь победы в церкви, посвященной мученикам, Иван Асень приказал поставить колонну с надписью:
В лето Господне 6738-е (1230), индикт третий, я, Иван Асень, во Христе Боге верный царь и самодержец болгар, сын старого царя Асеня, от основ воздвиг и до самого верха росписью украсил эту церковь во имя святых Сорока севастийских мучеников,при помощью которых в двенадцатое лето моего царствования, когда расписывался этот храм, двинулся на войну в Романию и разбил греческое войско. Самого же царя, кира Феодора Комнина, пленил со всеми его боярами и занял Греческие земли от Одрина до Драча, а также земли Арбанасские и Сербские. Франки владели только городами вокруг Царьграда и этим городом тоже, но и они повиновались всесильной правице моего царства, ибо не было у них иного царя, помимо меня, и благодаря мне влекли они дни свои